# 불령사
불령사(不逞社)는 1923년 한국의 독립운동가 박열과 그의 아내 가네코 후미코 등이 일본 제국 내에서 조직한 독립운동 단체이다.